# Lars Björkman (politiker)
Lars Erik Ingmar Björkman, född 9 januari 1936 i Länghems församling i Älvsborgs län, är en svensk politiker (moderat) och lantbrukare, som var riksdagsledamot för Västra Götalands läns södra valkrets 1991–2002.
I riksdagen var han framförallt aktiv i trafikutskottet och justitieutskottet.
Björkman är bosatt i Länghem i Tranemo kommun. Efter tiden i riksdagen har han varit kommunpolitiskt aktiv i Tranemo kommun.  Han är far till kommunalrådet i Svenljunga Johan Björkman.